# Grube Fortuna (Siegen)
Die Grube Fortuna war ein Eisenerzbergwerk in Siegen-Achenbach Gebiet Heidenberg in Nordrhein-Westfalen.

## Geschichte
Am 17. Mai 1827 wurde die Grube Fortuna verliehen, die Verleihung ihrer Abteilungen Fortuna I-V erfolgten am 31. Oktober 1874. Am 17. Februar des gleichen Jahres wurde ein Schacht abgeteuft. 1875 war er bereits 75 m tief. Die spätere Gesamtteufe betrug 115 m. 1971 wurde er gesichert und in 20 m Tiefe mit einem Betondeckel verschlossen.
1876 wurden 2.689 t, 1877 5.614 t und 1878 7.378 t Eisenstein gefördert, die Gesamtförderung lag bei 32.033 t Eisenstein. 1843 wurden außerdem noch 10 t Kobalterz gefördert. 1878 zählte die Belegschaft der Grube 57 Mitglieder. Um 1885 wurde die eigenständige Förderung eingestellt. Ab 1907 gehörte die Grube Fortuna zum benachbarten Bergwerk Alte Dreisbach, mit der am 15. Juni 1928 auch die Arbeit auf den Fortunaer Feldern eingestellt wurde.

### Konsolidationen
Am 5. Februar 1878 konsolidierte die Grube mit
- Alter Metzger (Dreisbach; * 1. Oktober 1847)
- Congora (Dreisbach; * 10. August 1870)
- Fortuna I (* 31. Oktober 1874)
- Fortuna IV (* 31. Oktober 1874)
- Fortuna V (* 31. Oktober 1874)
- Neues Glück (am Heidenberg; * 21. Februar 1854)
- Scheere (Dreisbach; * 14. Februar 1873)